# خون‌درخت زرد
خون‌درخت زرد (نام علمی: Corymbia eximia) نام یک گونه از سرده خون‌درخت‌ها است.